# Pedro Opeka
Peter (Pedro) Opeka, argentinsko-slovenski lazarist in misijonar, * 29. junij 1948, San Martín, Buenos Aires, Argentina.
Leta 1966 je stopil v noviciat misijonske družbe (lazaristi) v San Miguelu (Argentina). Po študiju bogoslovja na ljubljanski Teološki fakulteti in katoliški univerzi v Parizu je tu 1975 diplomiral in bil posvečen za duhovnika v Lujanu (Argentina). Najbolj znan je po svojem misijonarskem delovanju. Od 1975 deluje na Madagaskarju. V Vangaindranu je sodeloval pri gradnji bolnišnice, od 1989 pa v Antananarivu s smetiščarji in brezdomci gradi tako imenovano mesto upanja. Njegov projekt je zaradi uspešnosti vzbudil zanimanje mednarodnih dobrodelnih organizacij. Zaradi njega se je za misionarsko pot odločilo oditi še mnogo misionarjev.

## Življenjepis

### Otroštvo in zgodnja mladost
Rodil se je slovenskim staršem v predmestju argentinske prestolnice Buenos Aires. Njegov oče je bil iz Topola v bližini Begunj pri Cerknici, njegova mati pa iz Gornjih Podpoljan pri Velikih Laščah. Oče se je po koncu vojne 1945 rešil iz Brnice pri Hrastniku, kjer so partizani brez sojenja pobili več tisoč ujetnikov. Odloči se, da bo pobegnil iz svoje države, Jugoslavije. V begunskem taborišču v Italiji je spoznal Mario Marolt in se poročil z njo. 31. decembra 1947 sta se v Neaplju vkrcala proti Argentini.
Pedro Opeka se je zelo zgodaj naučil gradbenih obrti, ko je pomagal očetu, ki je po prihodu v Argentino postal zidar. Prav tako je veliko igral nogomet, tako kot vsi mladi Argentinci, in si želel postati profesionalec.
Pedro Opeka po maturi zapustil Buenos Aires, da bi preživel poletje pri Indijancih Mapuče v oddaljenem kotičku Argentine. V spremstvu skupine katoliških študentov je želel ustvariti tipično hišo, po kateri bi se vaščani lahko zgledovali. Nato so z dvema študentoma arhitekture zgradili prvo hišo. V pomoč tem ljudem ob vznožju Andov je odkril svojo poklicanost in se odločil posvetiti se najrevnejšim in Bogu.

### Usposabljanje
Po tej izkušnji v Andih se je odločil za noviciat, da bi postal duhovnik in pri sedemnajstih letih začel obiskovati semenišče pri očetih lazaristih (red, ki ga je leta 1625 ustanovil sveti Vincencij Paulski). Začel je študirati filozofijo in teologijo na Colegio Máximo de San Miguel v širšem Buenos Airesu. Tam je srečal bodočega papeža Frančiška in se dva semestra učil njegove literature in filozofije.
Leta 1968, star dvajset let, je mladenič odšel na izpopolnjevanje na Univerzo v Ljubljani, v Slovenijo, državo izvora svojih staršev.
Leta 1970 je prvič odšel na Madagaskar za zidarja v župnijah lazaristov v Vangaindranu. V eni najbolj prikrajšanih regij na jugovzhodu velikega otoka Pedro Opeka pomaga kmetom izboljšati pridelavo riža, žit in kave. Ustvarja tudi skupine vaščanov in mladih, ki jim pomagajo razmišljati skupaj, graditi skupne projekte in prevzeti odgovornost za svojo prihodnost.
Pedro Opeka je pridobil prepričanje, da bo misijonar, in od leta 1972 nadaljeval teološki študij tri leta v Franciji, na Katoliškem inštitutu v Parizu. Spoznal je ekumensko skupnost v Taizéju blizu Clunyja in potoval po Evropi, kjer je pridobil veliko prijateljev.
28. septembra 1975, star 27 let, je bil v Buenos Airesu v Argentini posvečen v duhovnika in izreče svoje misijonske zaobljube v lazaristični cerkvi na rue de Sèvres v Parizu, in se tako zavzema za svetega Vincencija Pavlskega, ko je svoje življenje posvetil služenju najbolj ogroženim.
Pater Pedro tekoče govori šest jezikov: španščino (njegov materni jezik), slovenščino, francoščino, italijanščino, angleščino in malgaščino.

## Misijon na Madagaskarju
Leta 1989 so ga njegovi lazaristični predstojniki imenovali za direktorja semenišča v Antananarivu, glavnem mestu. Ko je z mestnih hribov zagledal smetišče, je odkril ljudi, ki brskajo po odpadkih, da bi našli kaj za pod zob, in spijo v kočah iz konoplje, naslonjenih med gore odpadkov. Pedro Opeka se je začel pogovarjati z njimi, da bi jih prepričal, da lahko pustijo to bedo in zlorabo za svoje otroke. Z ekipo mladih iz Vangaindrana, ki jih je treniral, je po dolgih pogovorih decembra 1989 napisal članke in statut Akamasoa ('dobri prijatelji' v lokalnem jeziku).
Pater Pedro preprosto ni imel denarja in ker so se mu smilili domačini na Madagaskarju, je začel zbirati denar, vse skupaj je začel z 900 €, ki si jih je izposodil pri različnih slovenskih krščanskih misijonih.
Kasneje je z darovi in denarnimi prispevki slovenskega ljudstva, zbranimi v slovenskih cerkvah, zgradil celotno mesto in vas, imenovano Slovenska vas.

### Ustvarjanje Akamasoa
Oče Pedro Opeka je decembra 1989 ustanovil lokalno nevladno organizacijo z imenom Akamasoa (dobri in zvesti prijatelji), da bi nadaljeval svoje delo z Madagaskarji. Imenoval je ekipo osebja, ki mu bo pomagala pri vsakodnevnih dejavnostih in zagotavljala stalno podporo revnim ljudem.
Danes Akamasoa preživlja približno trideset tisoč ljudi v 18 vaseh, med njimi deset tisoč otrok, ki vsi hodijo v šolo, potem ko so v letih od ustanovitve Akamasoe zgradili 37 novih šol. 29. septembra 2019 je društvo Akamasoa praznovalo 30. obletnico delovanja.
Približno štiri tisoč družin živi v 18 vaseh, vendar je še 900.000 Malgašev dobilo podporo od enega dneva do treh tednov v 'centrih dobrodošlice', kjer so jim ponudili riž, streho, nekaj oblačil in majhen paket, da bi bili »ponovno rojeni v življenje«.
Kot sin očeta, ki ga je učil gradbene umetnosti, je oče Pedro Opeka mlade Akamasoe učil graditi hiše, najprej iz lesa, nato pa iz opeke in malte.
Akamasoa je do danes zgradila več kot 3000 trdnih hiš za ljudi, ki so živeli v kartonskih škatlah na tleh ... Akamasoa vsako leto zgradi nove šole, klinike ter centre za usposabljanje in proizvodnjo. Za vaščane, ki jih Akamasoa vsak mesec plača, je bilo ustvarjenih več kot 3600 delovnih mest.
Celovita gospodarska struktura Akamasoe je zrasla v 75-odstotno samooskrbo s prihodki, zahvaljujoč ustvarjanju kamnolomov in gramoza, obrtnim delavnicam in delavnicam za vezenje ter kompostnemu centru poleg javnega smetišča 'Tana'.
Oče Pedro Opeka je ljudi iz Akamasoe naučil nasvetov o razdeljevanju in razvrščanju smeti, transportu komposta, ustvarjenega iz smeti, in ustvarjanju majhnih kmetij. Akamasoa usposablja tudi gradbene obrtnike (zidarje, tesarje, mizarje, operaterje in tlakovce ulic), ki so zgradili ali obnovili ceste in mostove za pomoč skupnostim v vaseh in po vsej državi ...
Z leti se je oče Pedro obdal z ekipo 460 malgaških vodilnih delavcev, ki si prizadevajo za razvoj združenja.
Vsako nedeljo zjutraj med 7000 in 9000 ljudi sodeluje pri peti maši, ki jo vodi pater Pedro, v mestu Akamasoa na stadionu Manantenasoa (8 km vzhodno od Antananariva).
Akamasoa leži približno 12 km od središča Antananariva, na cesti v Tamatave.

## Delovanje
Oče Pedro se bori za samofinanciranje velikega dela svojega združenja in financira svoj boj proti revščini tako, da potuje po svetu, prireja konference za predstavitev dela in boj, ki ga vsakodnevno vodi z Akamasoo za zbiranje donacij.
Oče Pedro, avtor več knjig in soavtor dveh knjig z opatom Pierrom, je redno intervjuvan za malgaški in mednarodni tisk. Poročila o dejanjih patra Pedra so pogosto predvajana na različnih francoskih televizijskih kanalih (dvajset konferenc in 24 intervjujev v letu 2017).

## Časti in odlikovanja
Opeka je prejemnik številnih najvišjih priznanj.

### Časti
- Veliki križ Malgaškega nacionalnega reda leta 2014, poveljnik leta 2010, vitez leta 1996.
- Veliki križ drugega razreda Malgaškega nacionalnega reda 29. septembra 2019.
- Predsednik Republike Francije Nicolas Sarkozy ga je z dekretom 12. oktobra 2007 odlikoval z redom Viteza Legije časti (Chevalier de la Légion d'honneur), na predlog velikega kanclerja Legije časti generala Jean-Pierra Kelcheja. Značko mu je podelil Gildas Le Lidec, francoski veleposlanik na Madagaskarju v začetku leta 2008
- Leta 2009 ga je predsednik Republike Slovenije Danilo Türk »za izjemen prispevek na področju humanitarnega dela, socialne in teološke misli in skrbi za sočloveka« odlikoval z Zlatim redom Republike Slovenije za zasluge, najvišjim državnim odlikovanjem[3].Znak so mu podelili na akademiji Teološke fakultete, ob 90-letnici Univerze v Ljubljani, 6. decembra 2009.
- Plaketo solidarnosti Ministrstva za zunanje zadeve in vero Republike Argentine, ki jo je 25. marca 2009 podelil državni sekretar za vero.

### Nagrade
- Častna nagrada 2011 avstrijskega združenja Kiwanis
- Nagrada kardinala Van Thuâna 2008 »Solidarnost in razvoj«. To nagrado mu je 10. decembra 2008 v Vatikanu podelila fundacija San Mateo med slovesnim praznovanjem 60. obletnice Splošne deklaracije človekovih pravic, ki ga je organiziral Papeški svet za pravičnost in mir26. To imenovanje je pozdravil papež Benedikt XVI.
- Nagrada »Fetullah Gülen« Inštituta Ravinala, Madagaskar 2015
- Nagrada za strpnost predsednika European Action Sciences and Arts, Slovenija, 2013
- Nagrada za globalne storitve 2005 in zlata medalja fundacije Kiwanis 2011
- Naziv in medalja »Paul Harris Fellow« Rotary International, Pariz 2008
- Nagrada »Cuore Amico« (Srčni prijatelj) 20003. To nagrado vsako leto podelijo zglednim osebnostim misijonarjev, da bi poudarili veliko delo, ki ga je opravila Cerkev.
- Medalja časti iz mesta Poissy (Yvelines, Francija), Jardin de l’Olivier, 12. junij 2018
- Častni doktor argentinske zasebne univerze, julij 2018

Leta 2012 so ga vsi slovenski poslanci v evropskem parlamentu s podporo predsednika vlade RS Janeza Janše in predsednika Republike Boruta Pahorja predlagali za Nobelovo nagrado za mir. Od leta 2013 je bil pater Pedro šestkrat predlagan za nominacijo za Nobelovo nagrado za mir, pri čemer sta ga podprli predvsem vladi Slovenije in Madagaskarja ter več francoskih poslancev ter kanadskih, italijanskih, francoskih, argentinskih, avstralskih, slovenskih in monaških združenj in organizacij.